# Megachile asymmetrica
Megachile asymmetrica är en biart som först beskrevs av Roy R. Snelling 1990.  Megachile asymmetrica ingår i släktet tapetserarbin, och familjen buksamlarbin. Inga underarter finns listade i Catalogue of Life.